# Zealaranea crassa
Zealaranea crassa är en spindelart som först beskrevs av Charles Athanase Walckenaer 1842.  Zealaranea crassa ingår i släktet Zealaranea och familjen hjulspindlar. Inga underarter finns listade i Catalogue of Life.